# Formentera del Segura
Formentera del Segura – gmina w Hiszpanii, w prowincji Alicante, we wspólnocie autonomicznej Walencja, o powierzchni 4,33 km². W 2011 roku liczyła 4559 mieszkańców.